# کنترا (بازی ویدئویی)
کُنترا (به ژاپنی: 魂斗羅 Kontora) یک بازی ویدئویی در سبک شوتم آپ اکشن که توسط شرکت کونامی برای نخستین بار در ۲۰ فوریه ۱۹۸۷ برای دستگاه بازی آرکید منتشر شده بود. نسخه خانگی بازی نیز در سال ۱۹۸۸ برای سیستم سرگرمی نینتندو همراه با یک نسخه سازگار شده برای ام‌اس‌ایکس به بازار عرضه شدند.